# クリーブランド (ドック型輸送揚陸艦)
| USS Cleveland |                                                                |
| 艦歴          |                                                                |
| 発注          | 1963年1月25日                                                  |
| 起工          | 1964年11月30日                                                 |
| 進水          | 1966年5月7日                                                   |
| 就役          | 1967年4月21日                                                  |
| 母港          | カリフォルニア州サンディエゴ                                   |
| 性能諸元      |                                                                |
| 排水量        | 満載排水量：17,326 t 軽荷排水量：9,734 t 積載重量トン：7,592 t |
| 全長          | 173.7 m (570 ft) 水線長：167 m (548 ft)                        |
| 全幅          | 30.4 m (100 ft) 水線幅：25.6 m (84 ft)                         |
| 吃水          | 6.7 m (22 ft)、最大： 7 m (23 ft)                              |
| 機関          | 蒸気タービン2基、2軸推進、 24,000 shp                          |
| 速度          | 最大：21 ノット                                                |
| 乗員          | 士官：164名, 兵員：1408名, 海兵隊員：840名 司令部：90名        |
| 武装          | ファランクス20mmCIWS 2基 25mm Mk 38機銃 2基 12.7mm機銃 8基     |

クリーブランド(USS Cleveland, LPD-7)は、アメリカ海軍のドック型揚陸艦。クリーブランド級ドック型輸送揚陸艦のネームシップ。オハイオ州クリーブランドに因んで命名され、その名を持つ艦としては3隻目である。

## 艦歴
クリーブランドは1964年11月30日にミシシッピ州パスカグーラのインガルス造船所で起工する。1966年5月7日に進水し、1967年4月21日にバージニア州ノーフォークで就役した。
就役後クリーブランドはカリフォルニア州サンディエゴを母港とし、太平洋艦隊揚陸グループに加わる。太平洋艦隊では東太平洋での作戦活動から西太平洋へ拡張して配備された。クリーブランドは揚陸準備グループ(Amphibious Readiness Group, ARG)の一部として乗艦した海兵隊部隊と共に様々な作戦に従事した。
クリーブランドは1967年のテト攻勢で最初の戦闘に遭遇した。1973年1月のベトナム戦争停戦後に、クリーブランドは第78任務部隊に加わりハイフォン湾での掃海作業とオペレーション・エンド・スウィープに従事した。その後クリーブランドは1974年から1985年の間に西太平洋において7度の配備を経験する。
1988年1月から11月まで第3艦隊の旗艦任務を経験し、クリーブランドはその柔軟性と専門性を実証した。その後、エクソンバルディーズ号原油流出事故に対する除去作業に参加し、アラスカ州のプリンス・ウィリアム湾に展開する。